# Kristus Pantokrator (Chilandar)

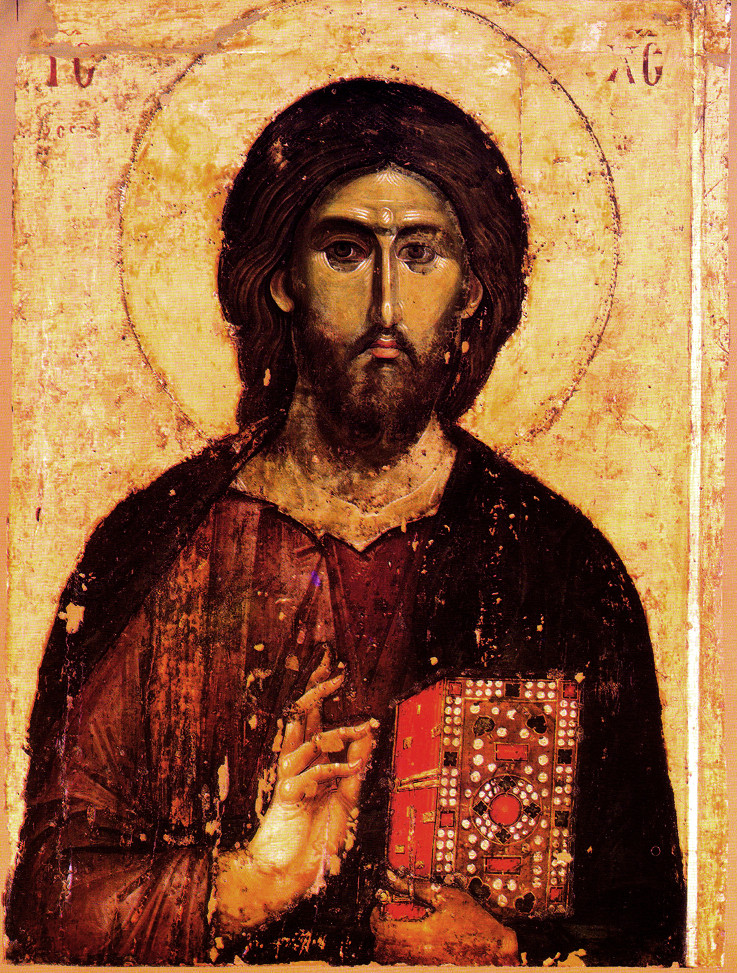
Ikona Krista Pantokratora – Chilandar, Athos, 13. století

Kristus Pantokrator (Chilandar) – je ikona Ježíše Krista Pantokratora (Vševládce) ze srbského monastýru na svaté hoře Athos. Ikona je uložena v monastýrské klenotnici a je nejkrásnějším vyobrazením Krista na planetě. Při oslavě 2000 let křesťanství v Athénách a Jeruzalémě byla ikona vybrána jako planetární znamení.

## O ikoně
Ikona Kristus Pantokrator v monastýru Chilandar je spolu s ikonou Matka Boží Odigitria dílo výjimečné umělecké kvality od vysoce nadaného umělce, napsaná kolem let 1260–1270.
Kristus Pantokrator (z řečtiny Všemohoucí, Všudypřítomný) je ústředním obrazem v ikonografii Spasitele, který je zobrazován jako Vítězný, Nebeský král a Spravedlivý soudce. Jméno Pána "Vševládce" se opakovaně vyskytuje v Novém i Starém zákoně.
První obrazy této ikonografie Spasitele se objevily v Byzanci ve IV. století. Postupem času se zdokonalovaly anatomické formy a umělecké dovednosti, takže v roce 1260 byl v athoském monastýru Chilandar napsán jeden z nejslavnějších byzantských obrazů Krista Pantokratora. Spolu s ním byla napsána ikona Přesvaté Bohorodice Odigitrie a umístěny v ikonostasu chilandarského katholikonu.

### Ikonografie
Ve druhé polovině 13. století převládaly v ikonopisectví klasické ideály. Ikony mají správnou, klasickou formu, malba je složitá, laděná a harmonická. V obrazech není žádné napětí. Naopak, živý a konkrétní pohled Krista je klidný a přívětivý. V těchto ikonách se byzantské umění přiblížilo nejvyššímu možnému stupni přiblížení božského člověku.
Kompozici této ikony představuje frontální obraz Ježíše Krista zobrazeného do pasu. Spasitel má na sobě tradiční roucho: červený chitón a modrý himation. V levé ruce drží zavřenou knihu – Evangelium, které je okrášelné perlami a drahými kameny, a pravou ruku má složenou v gestu žehnání dvěma prsty. Monumentální podoba postavy Spasitele s přísným výrazem a velkou pravou rukou odkazuje na tradice ikonopisců raného křesťanského období. Tvář Ježíše Krista je provedena ve stylu palaiologovské renesance, je to tvář reflexní, s filantropickým výrazem, ikona v sobě spojuje složitou ikonografii a harmonii, není v ní emocionální napětí, ale naopak živý konkrétní pohled na Spasitele. V horních rozích ikony jsou nápisy christogramu IC XC, které naznačují, že se skutečně jedná o obraz Páně. Ačkoli zde chybí křížová svatozář, pravděpodobně kvůli ztraceným liniím barvy na zlatě. Umělecké ztvárnění nadaného a kvalifikovaného anonymního autora z Byzance řadí ikonu k vrcholným dílům byzantské malby a spojuje ji s mimořádnými nástěnnými malbami v monastýru Sopoćani.

## Galerie

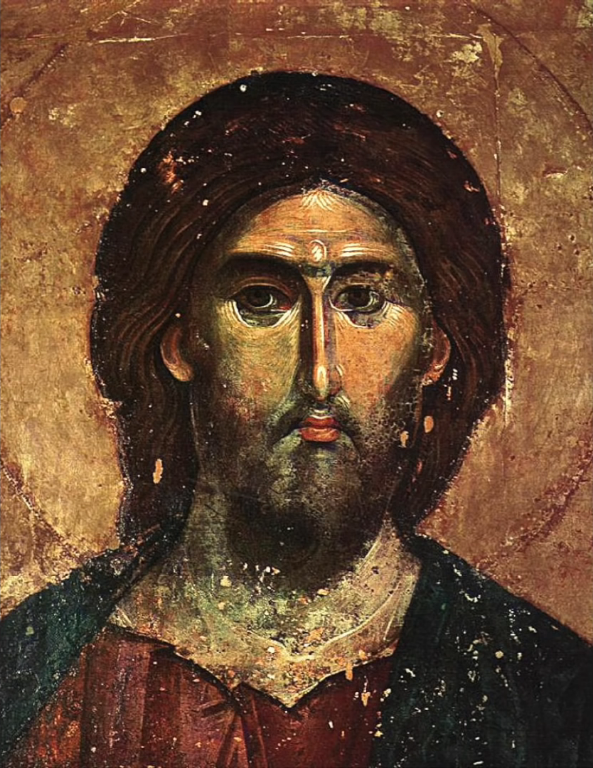
Kristus Pantokrator – ikona, detail
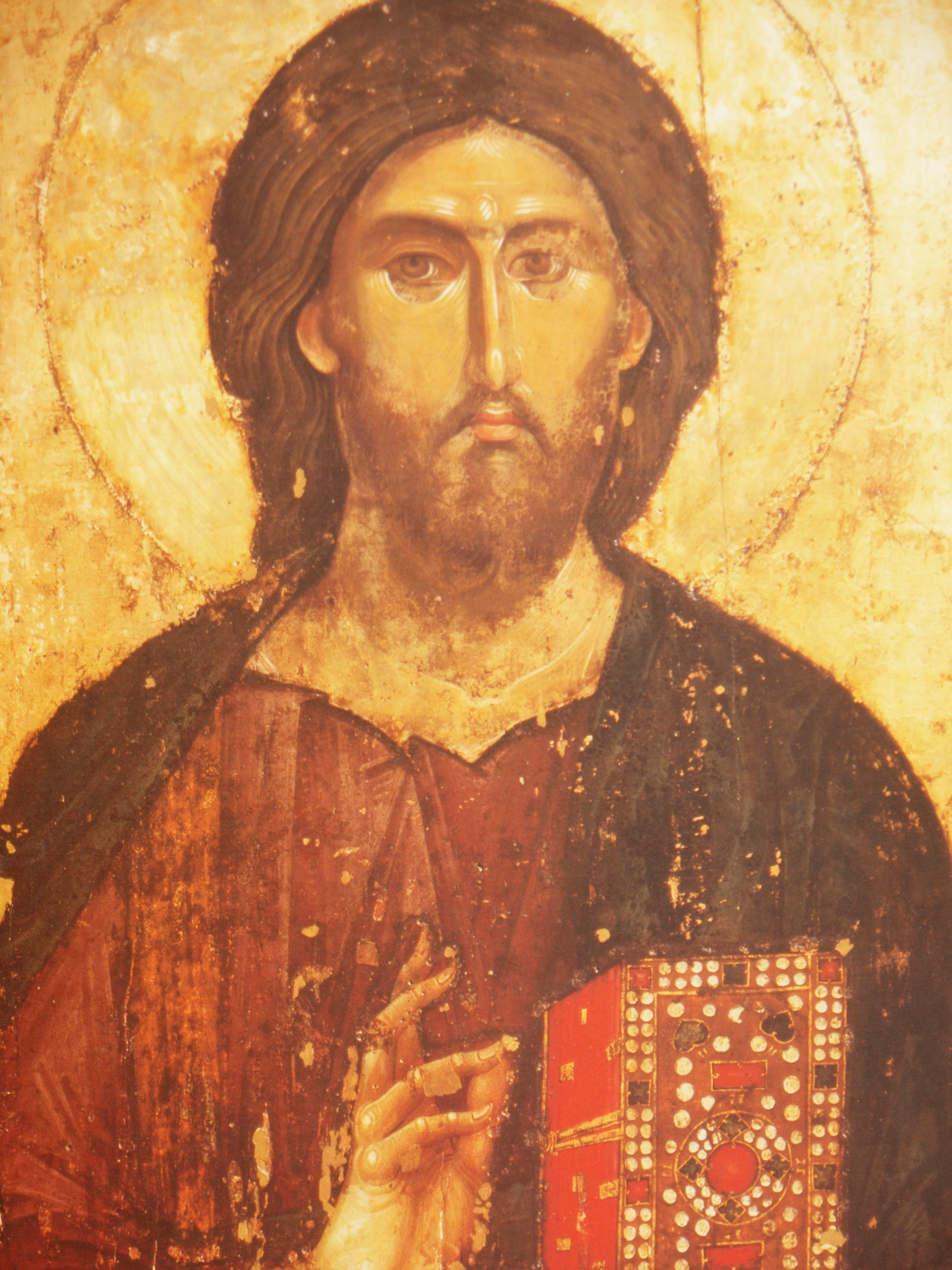
Kristus Pantokrator
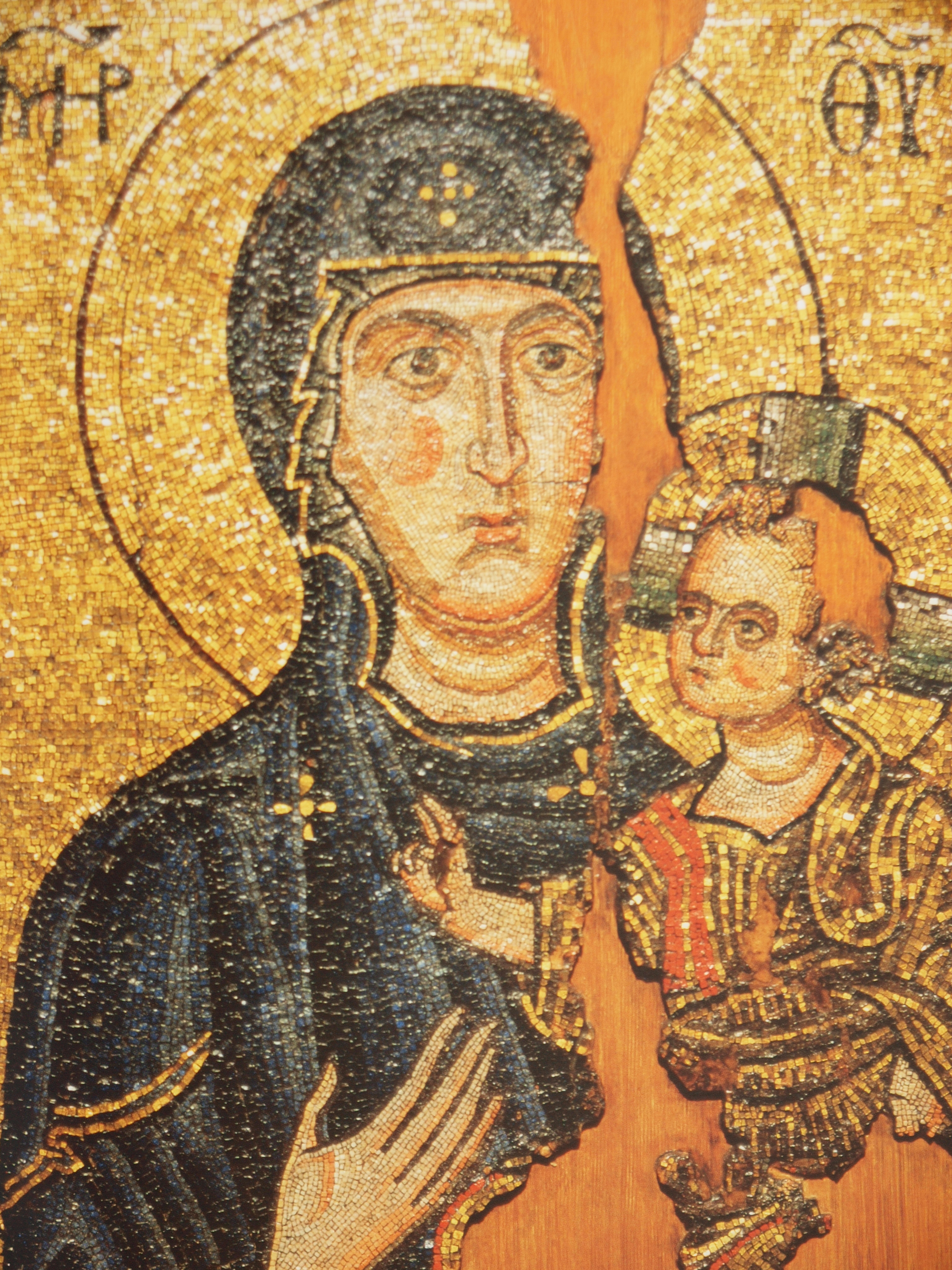
Matka Boží Odigitria – mozaika, Chilandar
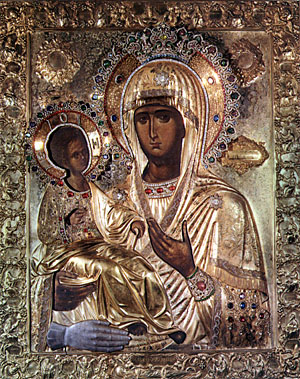
Matka Boží Trojruká – ikona, Chilandar
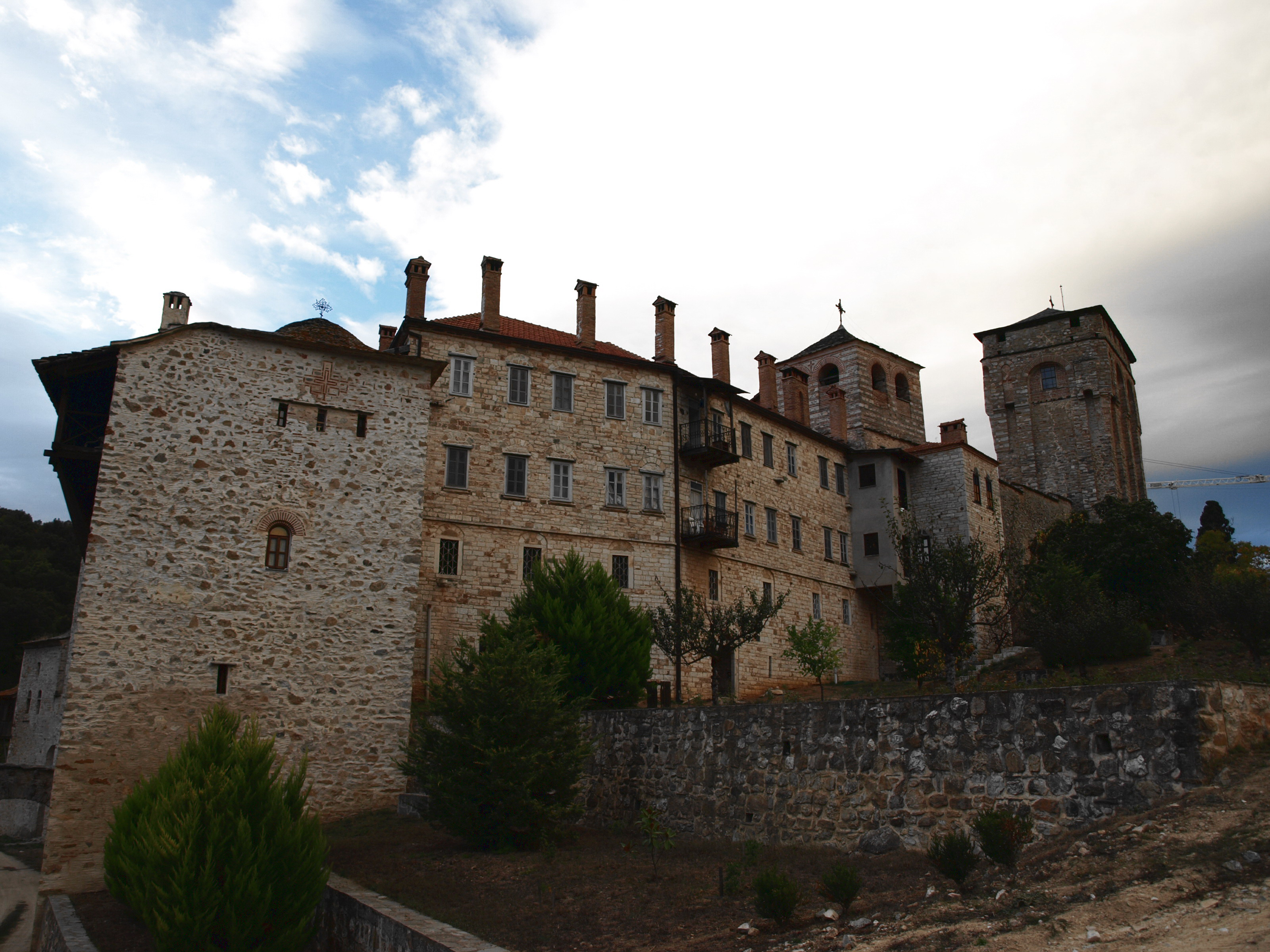
Monastýr Chilandar, hora Athos, Řecko